# Nowy Rogowiec
Nowy Rogowiec (ukr. Новий Роговець, Nowyj Rohoweć) – wieś na Ukrainie, w obwodzie tarnopolskim, w rejonie tarnopolskim.
W II Rzeczypospolitej wieś w powiecie zbaraskim województwa tarnopolskiego.
W 1944 nacjonaliści ukraińscy z OUN-UPA zamordowali tutaj 11 Polaków.
Do 2020 w rejonie zbaraskim.